# قائمة مهرجانات إيران
المهرجانات الإيرانية ان المقصود بالمِهْرَجَانُ هو الاحتفال العام الذي يكون عادةً في إطار ثقافي أو ديني. ويرجع أصل الكلمة إلى الكلمة ذاتها في اللغة الفارسية، وهو من الأعیاد القدیمة في إیران. كما ويُقصَد بالمِهْرَجَانُ ايضاً هو احتفالُ الاعتدال الخريفي، وهي كلمة فارسية مركبة من كلمتين، الأّولى: مِهْر، ومن معانيها الشمس، والثانية: جان، ومن معانيها الحياة أو الروح. وتُعَد إيران إحدى الدول التي تكثر فيها المهرجانات الثقافية والدينية وغيرها. بالإضافة إلى مشاركتها في المهرجانات الدولية وخاصةً في مجال السينما حيث استطاعت السينما الإيرانية أن تثبت نفسها عالمياً، حاضرةً في أهم مهرجانات الفن السابع في أوروبا وخارجها، كمهرجان كان السينمائي في فرنسا وغيرها من المهرجانات الدولية حول العالم.

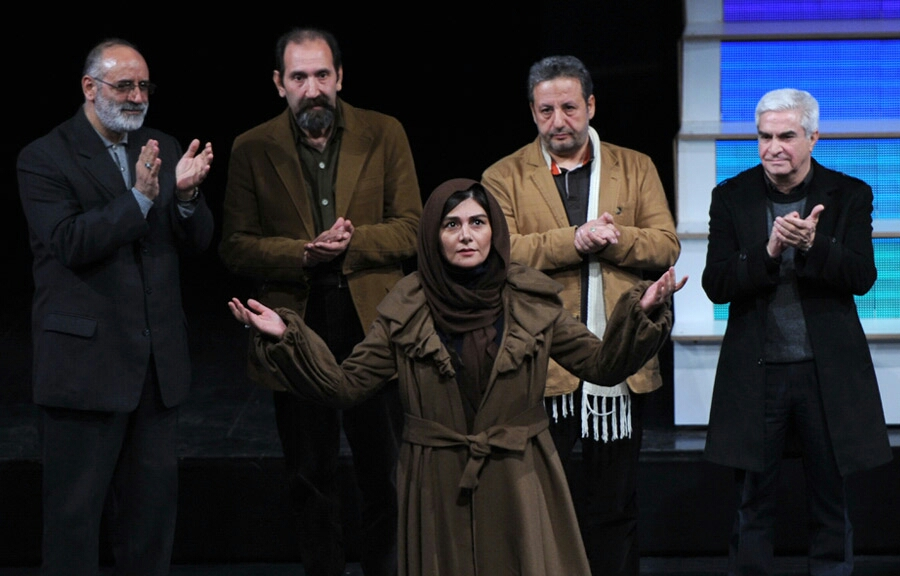
مهرجان الفجر السينمائي لسنة 2012

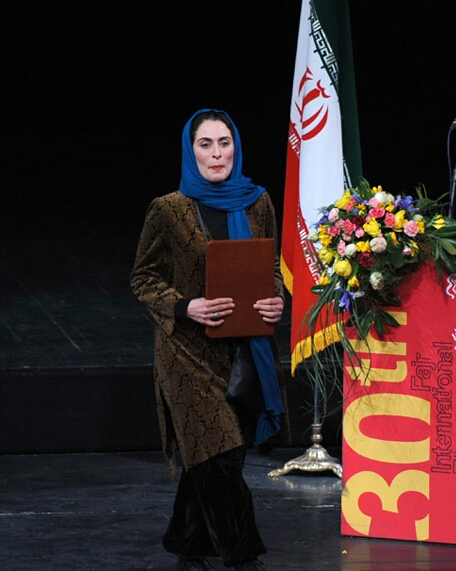
بهناز جعفري في مهرجان فجر السينمائي لسنة 2011

## نبذة عن أهم المهرجانات في إيران
- مهرجان فجر السينمائي الدولي: هو أهمّ مهرجان سينمائي في إيران يُعقَد سنوياً في العاصمة الإيرانية طهران في مطلع فبراير من كل عام، متزامناً مع الذکری السنوية لانتصار الثورة الإسلامية في إيران حيث يُحتَفَل فيه بالذكرى السنوية للثورة الإيرانية. وتُعرَض أفلام مستقلة من جميع أنحاء العالم. بدأ المهرجان عمله منذ عام 1983مـ وأُقيمَت الدورة الرابعة والثلاثين منه في فبراير عام 2016 في برج الميلاد. ويُقام هذا المهرجان بواسطة مؤسسة فارابي السينمائية وتحت إشراف وزارة الثقافة والإرشاد الإسلامي.[9]

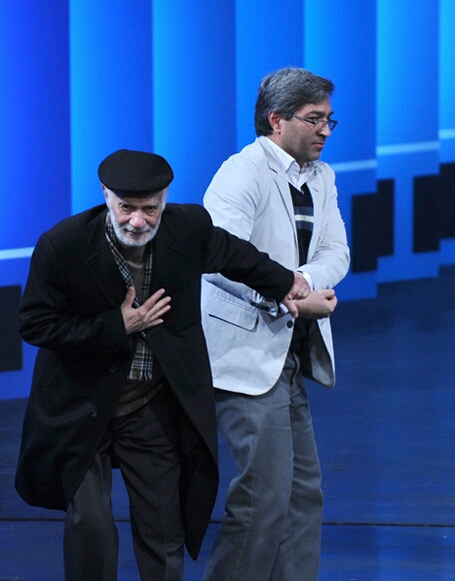
ناصر جيتياه في مهرجان الفجر السينمائي 2011

- مهرجان طهران الدولي للأفلام القصيرة: يُعتبَر من أهم المهرجانات الدولية للأفلام القصيرة في الشرق الأوسط والعالم حيث شارك في الدورة الثالثة والثلاثين لمهرجان طهران الدولي للأفلام القصيرة أفلام من 117 بلداً، من مختلف انحاء العالم، ويتولى إقامته اتحاد سينما الشباب الإيراني، والمهرجان يشجع على إنتاج الأفلام القصيرة الإبداعية.[10] ويتكون المهرجان من قسمين: القسم المحلي والقسم الدولي. والقسم المحلي يحتوي على قسمين: مسابقة إيران والقسم الهامشي. واما القسم الدولي ففيه أربعة اقسام: المسابقة الدولية، آسيا، العالم الإسلامي، والعالم بدون عنف وتطرف. ويهدف المهرجان إلى رفع مستوى السينما الوطنية عبر رفع مستوى الوعي، وخلق فرص للتجارب لدى الشباب، وتثبيت مكانة الفيلم القصيرة في إيران باعتبارها سينما مستقلة وواعدة، والتسويق والإستثمار في مجال الأفلام القصيرة، وتسليط الضوء على مضامين الإيمان والأمل، والتعريف بالمناظر الخلابة في إيران وإلقاء الضوء على موضوع الحفاظ على البيئة. ومن البلدان التي شاركت في هذا المهرجان بنسخته الثالثة والثلاثين هي: تايلند، واستونيا، وكازاخستان، وآذربايجان، والمغرب، وماليزيا، والإمارات العربية المتحدة، والسعودية، وأفغانستان، وتونس، والجزائر، وسوريا، وباكستان، والسنغال، والبوسنه والهرسك، ومقدونيا، وفلسطين، وكنغو، ولوكسمبورغ، والبانيا.[11] ويَعرض هذا المهرجان الأفلام التي لاتزيد عن 40 دقيقة، بمختلف أنواعها، ويحصل الفائز على جائزة قدرها 3000 يورو.[12]

- مهرجان طوبى الثقافي الفني الدولي: هو مهرجان دولي تُقيمه جامعة المصطفى (ص) العالمية بهدف التعرف على القدرات الثقافية والفنية والتبليغية للطلاب والفضلاء والجامعیین غير الإيرانيين، وعوائلهم والتشکیلات الثقافیة. لذلك تم توجيه الدعوة إلى جميع الطلاب والفضلاء والجامعیین من غير الإيرانيين لكي يرسلوا أعمالهم القيمة، ويساهموا بالتالي في إقامة هذا المهرجان على نحو أفضل والذي يهدف إلى تكريم وتقدير أصحاب الفن والفكر من غير الإيرانيين والتعرف على القابليات والقدرات الثقافية والفنية لطلاب العلوم الدينية والجامعیین من غير الإيرانيين وزيادة فعالية طلاب العلوم الدينية في مجال الثقافة التبليغية وتدعيم مؤثرية المهارات الثقافية، والفنية، والإعلامية بين المخاطبين.

## قائمة المهرجانات المختلفة في إيران
تظم هذه الصفحة قائمة بالمهرجانات المختلفة التي تُعقد رسمياً أو عُقِدَت في إيران. كما أن المهرجانات التي يُحتَفَظ بها الإيرانيون في بلدان أخرى ذات مواضيع تتعلق بإيران مدرجة في هذه القائمة.

## المهرجانات الفنية
- مهرجان فجر السينمائي[9][13][14][15][16][17][18][19][20][21]
- مهرجان فجر المسرحي[22][23][24][25][26][27]
- مهرجان فجر الموسيقي[28][29][30]
- مهرجان بيت السينما[31]
- مهرجان طهران الدولي للأفلام القصيرة[11][12][32]
- مهرجان الفيلم القصير الدولي
- مهرجان جامعة طهران السينمائي
- مهرجان سينما الشباب الإيراني الوطني
- مهرجان الطالب الوطني للأفلام
- مسابقة الكرتون الدولية للرجل والطبيعة
- مهرجان الياسمين السينمائي الدولي
- مهرجان الفن الإيراني
- مهرجان عالم الصورة

## المهرجانات الثقافية والأدبية
- مهرجان توس
- مهرجان ليالي شهريار

## المهرجانات الدينية
- مهرجان القرآن الكريم الوطني
- المهرجان الوطني للظهور
- مهرجان القرآن الوطني
- المهرجان الدولي والثقافي والفني للإمام الرضا
- المهرجان الوطني للأفلام القرآنية
- مهرجان طوبى

## مهرجانات وسائل الإعلام
- مهرجان الصحافة
- المهرجان الوطني للإعلام الرقمي

## مهرجانات الأطفال والمراهقين
- مهرجان الأطفال والشباب السينمائي
- مهرجان الأفلام الدولية

## المهرجانات الدولية
- مهرجانات النساء من أرضي الدولية
- مهرجان الاختراع الوطني، وابتكارات ومبادرات المرأة

## معرض الصور

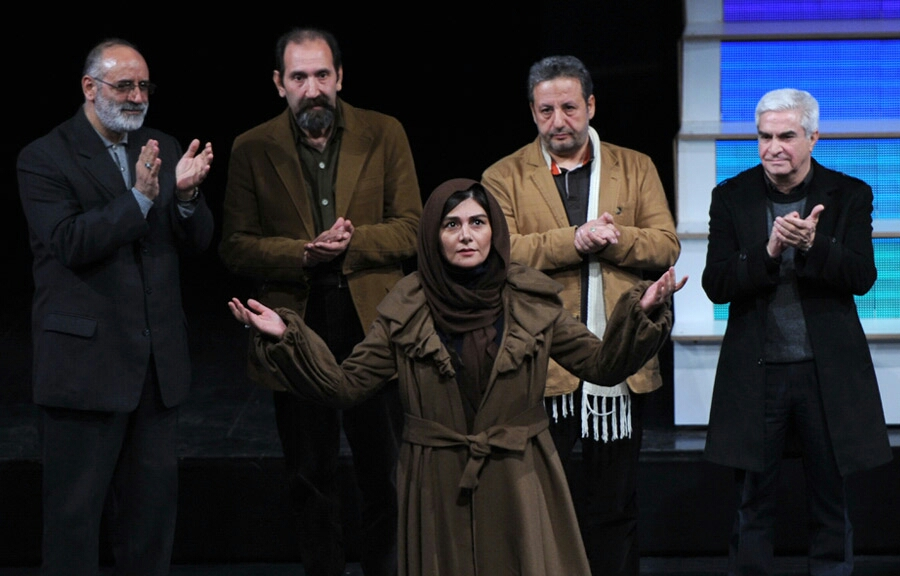
مهرجان الفجر لسنة 2012

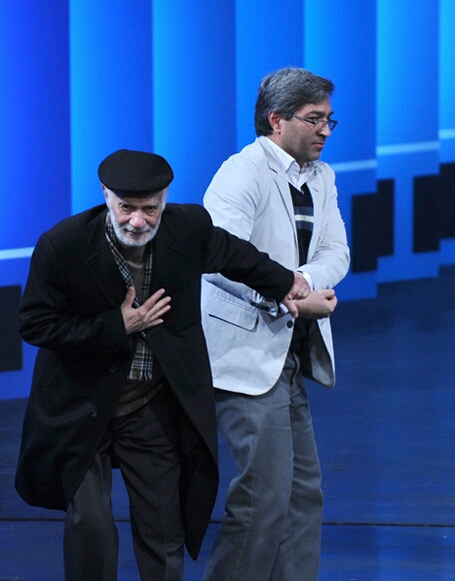
ناصر جيتياه في مهرجان الفجر السينمائي 2011

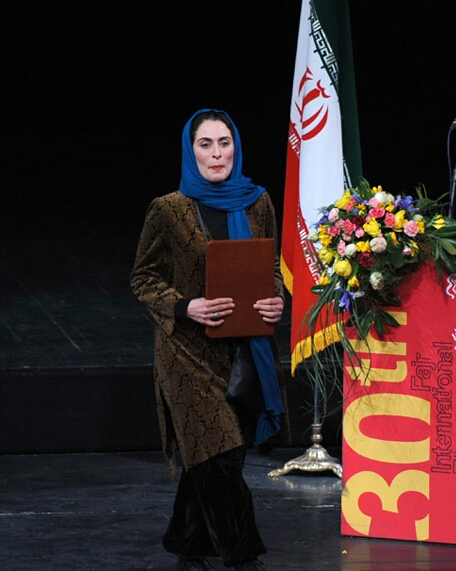
بهناز جعفري في مهرجان فجر السينمائي لسنة 2011

## مهرجانات العلوم والتكنلوجيا
- مهرجان الخوارزمي
- مهرجان الحركة الوطنية

## المهرجانات الحكومية
- مهرجان عقد الفجر
- مهرجان ريادة الأعمال الوطني

## طالع ايضاً
- المهرجان العالمي للعلوم
- مهرجان الفجر السينمائي الدولي
- السينما الإيرانية
- أصغر فرهادي
- محمد رسول الله (فيلم 2015)
- إبراهيم خليل الله
- ثقافة فارسية
- بودي جارد (فيلم إيراني)
- يوسف الصديق (مسلسل)

## وصلات خارجية
- الموقع الرسمي لمهرجان الفجر السينمائي الدولي
- الصفحة الرسمية لمهرحان الفجر على تويتر
- الموقع الرسمي لمهرجان طوبى الدولي، الثقافي التبلیغي
- الموقع الرسمي لجامعة المصطفى (ص) العالمية